# Palicourea aschersonianoides
Palicourea aschersonianoides là một loài thực vật có hoa trong họ Thiến thảo. Loài này được (Wernham) Steyerm. mô tả khoa học đầu tiên năm 1971.